# Tank tip A
Tank tip A ali bojno vozilo A je bil jugoslovanski srednji tank domače proizvodnje, sestavljen v Centralni tankovski delavnici CTR Petar Drapšin v Mladenovcu. Delo na tem projektu se je začelo malo pred resolucijo informbiroja leta 1948 o odlogu trgovskih dogovorov in popolni prekinitvi dobave orožja in surovin Jugoslaviji, zaradi spora s Stalinom in zelo verjetnega vojaškega napada Sovjetske zveze na Jugoslavijo. V tem duhu povojnega entuziazma je dozorela odločitev o proizvodnji domačega tanka. 
Javnosti so bili tanki prvič predstavljeni na Prvomajski paradi leta 1950 v Beogradu. Planiran je bil razvoj izboljšanega tanka tip B, vendar je le-ta ostal samo na papirju (študija o tipu B se je čez nekaj let uporabila na razvoju srednjega tanka M-320), saj je med tem vojaško-politično spogledovanje Jugoslavije z ZDA od leta 1951 naprej omogočilo dobavo precej novega in sodobnega orožja ter pozneje tudi 630 tankov Sherman, 319 tankov Patton in 133 letal P-47, T-33, 229 letal F-84 in 121 letal F-86. Tako je postal razvoj lastnega tanka ob močni ameriški oskrbi nesmotrn.

### Začetek projekta in legenda
Delo na tem projektu se je začelo v prvi polovici leta 1948. Za potrebe projekta so bile oblikovane 3 projektne ekipe. Po legendi je Tito 26. februarja 1949 obiskal CTR Petar Drapšin in vprašal delavce: Dali mogu proizvoditi tenk (lahko naredite tank), na kar je kolektiv enoglasno odgovoril:Možemo druže Tito (lahko tovariš Tito). Nato je Tito odgovoril:Onda ste dobili zadatak (torej ste dobili nalogo). 

### Razvoj in proizvodnja ter legenda
V razvojnih kolektivih so sodelovali strokovnjaki CTR Petar Drapšin iz Mladenovaca z nalogo izdelave projektne dokumentacije motorja, prenosov, gosenic s podvozjem in drugih agregatov. Koncern Đuro Đaković iz Slavonskega Broda je imel nalogo izdelave dokumentacije kupole in oklepa tanka. Zavod št. 11 iz Kragujevaca je bil zadolžen za proizvodnje glavnega topa. Vojaško-tehnični inštitut je izdelal dokumentacijo za električne inštalacije, optiko in kupolo. Osnovna zamisel je bila izdelati tank na osnovi sovjetskega T-34/85 iz leta 1946 po sistemu vizualnega kopiranja, saj ni bilo originalne tehnične dokumentacije T-34/85. Projekta so se lotili brez testiranja materiala in brez proračuna. Med projektiranjem je bila predvidena menjava delov, ki so se pokazali na modelu T-34/85 kot slabe rešitve, s tem predpogojem, da to ne vpliva na sklope oziroma module tanka. Eden ključnih ciljev projekta je bil, da je tank model A čim manj podoben T-34/85, tako je bil višji in kupola je bila precej drugačna. Železarna Jesenice je naredila pločevino za oklep in ulila kupolo, v Đuro Đakoviću so zvarili kupolo in dele oklepa, v Crvena Zastava so priskrbeli obtožitev, v Ivo Lola Ribar in IMR pa so naredili sklope motorja in prenose, sodelovale so še mnoge ostale tovarne in obrati. Časa za proizvodnjo prototipov je bilo zelo malo, saj je bil določen rok nastop tankov na Prvomajski paradi leta 1950. Končna sestava tanka je bila narejena v remontnem zavodu CTR Petar Drapšin kjer je delalo okrog 700 delavcev, upravnik zavoda je bil major Anton Kurt. Serija 5 tankov so naredili malo pred parado in jih testirali na hribu Kosmaj v Šumadiji. Cena tanka tipa A je znašala 6.335.000 dinarjev na tank, za proizvodnjo pa je bilo vloženih 19.200 delovnih ur na vozilo. Tanki so se peljali čez ulice na Prvomajski paradi 1950 v Beogradu in ob tej priliki je major Kurt poročal  pred svečano tribuno:Druze marsale zadatak je izvrsen (tovariš maršal naloga je opravljena). Tank je imel malo vojaško, ampak pomembno propagandno vlogo in je pokazal domači in mednarodni javnosti, da je Jugoslavija sposobna narediti lastno visoko tehnološko težko orožje kljub sporu s Sovjetsko zvezo. Poleg tega je tudi industrija dobila drgocene izkušnje iz gradnje težkih vozil. Nadaljnja proizvodnja tanka ni stekla, saj je le-ta imel kar nekaj konstruktorskih pomanjkljivosti, ki so odražale ob pregrevanju motorja, okvarah mehanizmov krmiljena ipd. Narejena je bila študija o tipu B, vendar prototip ni bil narejen in vse ostalo zgolj na papirju. Študija se je čez nekaj let uporabila na razvoju srednjega tanka M-320. 

### Operativna uporaba
Po končani paradi so konec maja tri tanke preizkusili na vožnji Mladenovac-Topola in dva tanka na poligonu pri Kragujevcu za preizkus strelne moči. Zaradi specifičnega proizvodnega procesa je bil vsak tank zase individualna celota z veliko posebnostmi. Ocenjeno je bilo, da je strelna moč večja v primerjavi s T-34/85 ampak, da so manevrske sposobnosti tanka slabše. Dva tanka sta bila dodeljena šolskemu centru oklepno-mehaniziranih enot v Banja Luki in po eden tank CTR Petar Drapšin ter drugim dvema zavodoma. Danes je edini ohranjen primerek v Beograjskem vojnem muzeju.      

### Oprema in taktične karakteristike
V posadki tanka je bilo 5 oseb. Voznik je sedel spredaj levo, desno od njega je sedel mitraljezec za njima pa so bili poveljnik tanka, polnilec topa in strelec. Tank je imel načeloma imel močnejši oklep v primerjavi s 32 tonskim T-34/85, vendar se je ta oklep odrazil tudi na masi tanka, ki je bil težji od 1,5 do 2,7 ton, to se je poznalo na specifičnemu tlaku na tla, ki je znašal od 0,91 kg/cm² do 1 kg/cm² v primerjavi s 0,85kg/cm² pri T-34/85. Kupola je imela popolnoma drugačno obliko in je bila močnejša, vendar je bila glavna slabost kupole, da bila preglednost iz nje za polovico manjša od T-34/85. Tank je lahko premagal  vzpone do 35° in bočni nagib do 25°, jarek širine 2,6 m ter vertikalno oviro višine 0,73m. Imel je radio SET-19 WF z dosegom 10-15 km. Neposredni domet topa je znašal 4.000 m, posrednji pa 13.800 m. Top je bil sposoben z različnim polnjenjem na razdalji od 500 do 1500 m pod kotom 90° na pločevino prebiti 102-180 mm pločevine. Pri razdalji 500 m in kotu 30° pa od 91 do 116 mm pločevine.  